# Moses Montefiore

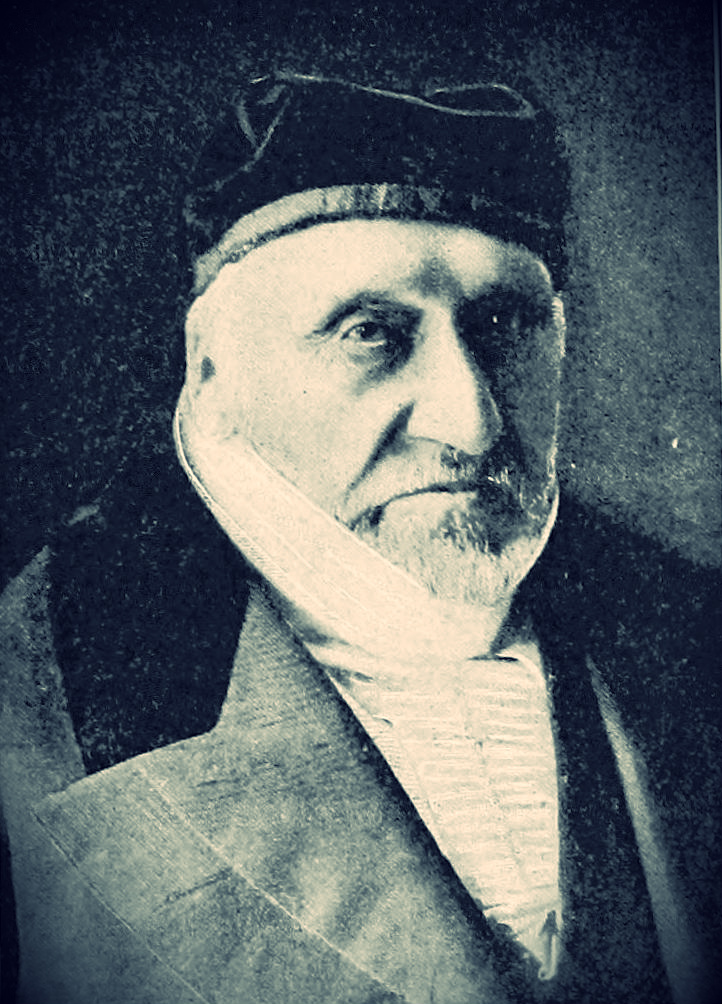
Filantropul evreu Moses Montefiore la vârsta de 100 ani.

Sir Moses Haim Montefiore, 1st Baronet (n. 24 octombrie 1784 Livorno - d. 28 iulie
1885 Ramsgate) a fost un om de afaceri britanic, evreu sefard de origine italiană, francmason, broker, bancher, filantrop și activist pe tărâm obștesc și de asemenea a îndeplinit un timp și funcția de Șerif al Londrei. El a fost unul dintre cele mai faimoase personalități evreiești  din Marea Britanie și din lume în secolul al XIX-lea.    
Sir Moses Montefiore, a vizitat orașul palestinian Jaffa în mai multe rânduri, iar în anul 1855 a cumpărat aici o livadă de portocali pentru a furniza locuri de muncă evreilor locali, dar experiența a eșuat. În zona respectivă a luat ființă mai târziu un cartier al Tel Avivului, numit Montefiore.
Moses Montefiore a vizitat România, împreună cu Adolphe Crémieux, în anii 1866 - 1867 și a obținut promisiunea guvernului român să anuleze persecuția evreilor..